# Straat Bellot
De Straat Bellot is een zeestraat in Nunavut die Somerseteiland in het noorden scheidt van de Murchison Promontory van het schiereiland Boothia in het zuiden, het meest noordelijke deel van het vasteland van Amerika. De twee kilometer brede en 25 kilometer lange zeestraat verbindt de Golf van Boothia, Prince Regent Inlet en Brentford Bay in het oosten met Peel Sound en Straat Franklin in het westen.

## Geografie
De noordkant van de zeestraat stijgt steil tot ongeveer 450 meter en de zuidkust tot ongeveer 750 meter. De stroming in de zeestraat kan oplopen tot 8 knopen (15 km/u) en verandert vaak van richting. Het is ook vaak gevuld met kleine ijsbergen die een gevaar vormen voor schepen in de zeestraat.

## Geschiedenis
De eerste Europeanen die de zeestraat zagen waren de Canadese ontdekkingsreiziger William Kennedy en de Franse marineofficier Joseph René Bellot, die de zeestraat in 1852 per hondenslee vanuit Batty Bay bereikten. Dit bewees dat Somerset een eiland was en dat Prince Regent Inlet een moeilijke westwaartse uitgang had.
In 1858 probeerde Francis Leopold McClintock de zeestraat te passeren, maar hij moest de poging staken. De zeestraat werd voor het eerst van west naar oost overgestoken door het schip Aklavik van de Hudson's Bay Company in 1937, bestuurd door Scotty Gall. Henry Larsen stak het in 1942 over tijdens de eerste west-oostdoorgang van de Noordwestelijke Doorvaart.
De handelspost van Fort Ross aan de noordelijke oever werd in 1937 opgericht en bestond elf jaar. Het gebouw is echter gerenoveerd en versterkt en fungeert als toevluchtsoord voor onderzoekers en bemanningen van kleine boten die er doorheen varen.

## Flora en fauna
De zeestraat ligt in de overgang tussen de mariene ecoregio Lancasterzeestraat.